# Asplenium purdieanum
Asplenium purdieanum är en svartbräkenväxtart som beskrevs av William Jackson Hooker. Asplenium purdieanum ingår i släktet Asplenium och familjen Aspleniaceae. Inga underarter finns listade.